# Lindsdal
Lindsdal is een plaats in de gemeente Kalmar in het landschap Småland en de provincie Kalmar län in Zweden. De plaats heeft 5520 inwoners (2005) en een oppervlakte van 361 hectare.
Het belangrijkste gebouwen in het centrum zijn de ICA-Supermarkt, de sporthal en de bibliotheek.

## Verkeer en vervoer
Bij de plaats lopen de Europese weg 22 en Länsväg 125.

## Geboren
- Tommy Tysper, kunstenaar
- Erik Israelsson (1989), voetballer